# Пси¹ Дракона
Для того чтобы посмотреть другие звёздные систем с этим обозначением Байера, см. Пси Дракона

Пси1 Дракона (ψ1 Дракона, Psi1 Draconis, ψ1 Draconis, сокращ. ψ1 Dra, Psi1 Dra) — кратная звезда в циркумполярном созвездии Дракона находящаяся на той же параллели, что и Феркад. Это две почти идентичные белые звезды, отдалённые друг от друга на угловое расстояние 0,5 минуту дуги. ψ Дракона состоит из пары звёзд ψ1 A и ψ1 B имеющих видимую звёздную величину +4,88m и +5.82, и, согласно шкале Бортля, одна из звёзд видна, невооружённым глазом на пригородном/городском небе (англ. Suburban/urban transition) (более яркая), а вторая на пригородном небе (англ.  Suburban sky).
Из измерений параллакса, полученных во время миссии Hipparcos известно, что звезды удалены примерно на 74,5 ± 0,8 св. лет (22,8 ± 0,2 пк) (ψ1 A) и на 75,2 ± 0,9 св. лет (23,1 ± 0,3 пк) (ψ1 B) от Земли. Звезды наблюдается севернее 18° ю. ш., то есть севернее Мозамбикского пролива шт. Западная Австралия и Квинсленд, о. Вити-Леву (Фиджи), и шт. Мату-Гросу-ду-Сул, (Бразилия). Наблюдается в северной приполярной области неба круглый год.
Средние пространственные скорости ψ1 Дракона A и ψ1 Дракона B весьма похожие, как по значению, так и по направлению, что, по-видимому, указывает на их общее происхождение и имеет компоненты (UA, VA, WA)=(31.1, −5.1, −5.9) и (UB, VB, WB)=(31.9, −2.9, −5.1), что означает UA=31,1 км/с и UB=31,9 км/с (движутся по направлению к галактическому центру), VA=−5,1 км/с и VB=−2,9 км/с (движутся против направлении галактического вращения) и WA=−5,9 км/с и WB=−5,1 км/с (движутся в направлении южного галактического полюса).
Обе звезды Пси1 Дракона движутся весьма медленно относительно Солнца: их радиальная гелиоцентрическая скорость равна −10 км/с, что равно скорости местных звёзд Галактического диска, а также это значит, что звезды приближаются к Солнцу. Звезда Пси1 Дракона A приблизится к Солнцу на расстояние 67,7 св. лет через 289 000 лет, когда она увеличит свою яркость на 0,2m до величины 4,38m, то есть будет светить как Кси Змееносца светит сейчас. Звезда Пси1 Дракона B приблизится к Солнцу на расстояние 70,5 св. лет через 240 000 лет, когда она увеличит свою яркость на 0,74m до величины 5,08m, то есть будет светить как Альфа Столовой Горы светит сейчас. По небосводу звезды движутся на юго-восток.

## Имя звезды
Пси1 Дракона и соответственно названия Пси1 A Дракона и Пси1 B Дракона, (латинизированный вариант лат. Psi Draconis, а соответственно лат. Psi1 A Draconis и лат. Psi1 B Draconis) является обозначениями Байера, данные звёздам в 1603 году. Хотя звезды и имеет обозначение ψ1 (Пси — 23-я буква греческого алфавита), однако сами звезды — 18-я по яркости в созвездии (ψ1 A Дракона) и 100-я по яркости в созвездии (ψ1 B Дракона). 31 Дракона (латинизированный вариант лат. 31 Draconis) является обозначением Флемстида.
Звезда имеет собственное имя, происходящее от арабского — (лат. Adh-Dhi'ban), Дзибан, Dziban что означает «Два волка» или «Два шакала». В 2016 году Международный астрономический союз организовал Рабочую группу при МАС по звёздным именам (WGSN) для каталогизации и стандартизации имён собственных звёзд. 5 сентября 2017 года МАС присвоил название Dziban для Пси1 A Дракона.
В китайской астрономии звезда относится к созвездию Пурпурный запретный небосвод, а в нём к астеризму 女史 (Pinyin: Nǚshǐ), англ.  Female Protocol, что означает «Женщина-офицер по этикету королевы», который именно так и был расшифрован Р. Х. Алленом.
Обозначения компонентов как Пси Дракона AB, AC, AD, AE, CD вытекают из конвенции, используемой Вашингтонским каталогом визуально-двойных звёзд (WDS) для звёздных систем, и принятого Международным астрономическим союзом (МАС).

## Свойства кратной системы Пси1Дракона
|  |  |  |  |                          |  | Aa                       |  |
|  |  |  |  |                          |  |                          |  |
|  |  |  |  |                          |  | T = 18,54 лет a=9,1 а.е. |  |
|  |  |  |  |                          |  |                          |  |
|  |  |  |  |                          |  | Ab                       |  |
|  |  |  |  |                          |  |                          |  |
|  |  |  |  |                          |  |                          |  |
|  |  |  |  | T≈4 млн.лет a=31000 а.е. |  |                          |  |
|  |  |  |  | B                        |  |                          |  |
|  |  |  |  |                          |  |                          |  |

Пси1 A Дракона — это близкая пара спектрально-двойных звёзд, которую можно изучить только с помощью спектрографа. Обе звезды отдалены друг от друга на расстояние в между компаньонами 9,1 а.е. и вращаются друг вокруг друга с периодом 18,54 лет (для сравнения радиус орбиты Сатурна равен 9,58 а.е., а период обращения равен 29,46 а.е., Пси1 Ab Дракона вращается вокруг Пси1 Aa Дракона быстрее, поскольку у Пси1 Aa Дракона больше масса чем у Солнца). У орбиты очень большой эксцентриситет, который равен 0,679, звезды то сближаются на расстояние 2,92 а.е. (то есть до внешней части главного пояса астероидов, а более конкретно до орбиты астероида Психея), то удаляются на расстояние 15,28 а.е. (то есть почти до орбиты Уран, чья большая полуось равна 19,23 а.е.) Наклонение в системе не очень велико и составляет 31 °.
Если мы будем смотреть со стороны Пси1 Aa Дракона на Пси1 Ab Дракона, то мы увидим оранжевую звезду, которая светит с яркостью −19,87m, то есть с яркостью 709 Лун в полнолуние. Причём угловой размер звезды будет — 0,04°, что составляет 8 % углового размера нашего Солнца. Если же мы будем смотреть со стороны Пси1 Ab Дракона на Пси1 Aa Дракона, то мы увидим жёлто-белую звезду, которая светит с яркостью −23,99m, то есть с яркостью 7 % от светимости Солнца. Причём угловой размер звезды будет — 0,11°, то есть 22 % углового размера нашего Солнца. Более точные параметры звёзд приведены в таблице:
| | В периастре (2,92 а.е.)       | В периастре (2,92 а.е.) | В периастре (2,92 а.е.)        | В периастре (2,92 а.е.) | В апоастре (15,28 а.е.)       | В апоастре (15,28 а.е.) | В апоастре (15,28 а.е.)        | В апоастре (15,28 а.е.) |
| m | {\displaystyle L_{\bigodot }} | D°                      | {\displaystyle D_{\bigodot }}% | m                       | {\displaystyle L_{\bigodot }} | D°                      | {\displaystyle D_{\bigodot }}% |                         |
| --- | ----------------------------- | ----------------------- | ------------------------------ | ----------------------- | ----------------------------- | ----------------------- | ------------------------------ | ----------------------- |
| Aa→Ab | -22,33                        | 1,7 %                   | ~0,12°                         | ~25 %                   | -18,74                        | 0,06 %                  | ~0,02°                         | 4.7 %                   |
| Ab→Aa | -26,45                        | 76 %                    | ~0,35°                         | ~70,4 %                 | -22,86                        | 3 %                     | ~0,07°                         | ~13.5 %                 |
| - m — видимая звёздная величина; - {\displaystyle L_{\bigodot }} — светимость, выраженная в светимостях Солнца; - D° — угловой диаметр звезды выраженный в градусах (угловой диаметр Солнца — 0,5°); - {\displaystyle D_{\bigodot }}% — диаметр звезды выраженный в процентах от диаметра Солнца; |                               |                         |                                |                         |                               |                         |                                |                         |

Если мы будем смотреть со стороны Пси1 A Дракона на Пси1 B Дракона, то мы увидим бело-жёлтую звезду, которая светит с яркостью от −5,34m, то есть с яркостью 1,85 Венер (в максимуме). Причём угловой размер звезды будет — ~72 mas. С другой стороны, если мы будем смотреть со стороны Пси1 B Дракона на пару звёзд Пси1 A Дракона, то мы увидим также же бело-жёлтую звезду, которая светит с яркостью от −6,32m, то есть с яркостью 4,57 Венер (в максимуме), рядом с которой находится оранжевая звёздочка и которая светит с яркостью −2,2m, то есть с яркостью 0,52 Марсов (в максимуме во время великих противостояний). Причём угловой размер первой звезды будет — ~118,8 mas, а второй ~43,2 mas. При этом максимальное угловое расстояние между звёздами будет 3,4′.

## Свойства звёзд системы Пси1Дракона

### Пси1Aa Дракона
Пси1 Aa Дракона — судя по её спектральному классу mF5IV-V является субгигантом с признаками карлика спектрального класса F, что указывает на то, что водород в ядре звезды уже перестаёт служить ядерным «топливом», то есть звезда начинает сходить с главной последовательности. Индекс «m» в спектре звезды указывает на сильные линии металлов Явление металлической линии вызвано диффузией химических элементов в относительно спокойной поверхности звезды в относительно медленно вращающейся звезде.
Масса звезды типична для подобных звёзд и равна 1,38 {\displaystyle M_{\bigodot }}. Звезда излучает энергию со своей внешней атмосферы при эффективной температуре около 6544 К, что придаёт ей характерный жёлто-белый цвет звезды спектрального класса F.
В связи с небольшим расстоянием до звезды её радиус может быть измерен непосредственно, и такая попытка была сделана в 1922 году Данные об этом измерении приведены в таблице:
| Год  | m    | Спектр | D (mas) | Rабс ({\displaystyle R_{\bigodot }}) | Комм.  |
| 1922 | 4.58 | F5     | 1.0     | 1.3                                  | [ 31 ] |
| 1983 | 4.59 | F5V    | —       | 1.2                                  | [ 32 ] |

Подобные измерения показывают радиус звезды характерный для звезды, находящейся на главной последовательности, но поскольку звезда заканчивает свою жизнь на главной последовательности и переходит к стадии субгиганта, то её радиус должен быть больше. В 2018 году, появились данные от миссии Gaia, в которых указано, что радиус звезды должен быть 1,93+0,18
−0,07 {\displaystyle R_{\bigodot }}. Поскольку звезда двойная, измерялся радиус самого яркого компонента, то подобное измерение представляется более адекватным. То же самое относится и к светимости: светимость звезды оценивается в 5,925+0,065
−0,066 {\displaystyle L_{\bigodot }}.
Звезда имеет поверхностную гравитацию 3,90 ± 0,11 СГС или 79,4 м/с2, то есть в 3,45 раза меньше, чем на Солнце (274,0 м/с2) и которая характерна для карликов переходящих к стадии субгиганта. Звезды, имеющие планеты, имеют тенденцию иметь большую металличность по сравнению Солнцем и Пси1 A Дракона имеет значение металличности − −0.10, то есть почти 79 % от солнечного значения, однако Пси1 Aa Дракона, по-видимому, вообще не имеет планет в зоне обитаемости.

### Пси1Ab Дракона
Спутник Пси1 Ab Дракона, судя по его массе, которая равна 0,70 {\displaystyle M_{\bigodot }} родилась оранжевым карликом спектрального класса K3.5V. Однако, в процессе звёздной эволюции, звезда увеличила свой радиус и остыла. Сейчас она излучает энергию со своей внешней атмосферы при эффективной температуре около 4400 К, которая более характерна для оранжевых карликов спектрального класса K5V, и эта температура придаёт ей характерный оранжевый цвет. Светимость подобных звёзд равна порядка 0,15 {\displaystyle L_{\bigodot }}, радиус подобных звёзд должен быть порядка 0,684 {\displaystyle R_{\bigodot }}.

### Пси1B Дракона
Пси1 B Дракона — судя по её спектральному классу F8V является карликом спектрального класса F.
Масса звезды типична для подобных карликов и равна 1,19 {\displaystyle M_{\bigodot }}. Звезда излучает энергию со своей внешней атмосферы при эффективной температуре около 6212 К, что придаёт ей характерный жёлто-белый цвет звезды спектрального класса F, также это значит что звезда несколько холоднее Пси1 Aa Дракона. Светимость звезды равна 2,117+0,004
−0,003 {\displaystyle L_{\bigodot }}.
В связи с небольшим расстоянием до звезды её радиус может быть измерен непосредственно, и такая попытка была сделана в 1983 году Данные об этом измерении приведены в таблице:
| Год  | m    | Спектр | D (mas) | Rабс ({\displaystyle R_{\bigodot }}) | Комм.  |
| 1983 | 5.82 | F8V    | —       | 1.0                                  | [ 36 ] |

Сегодня, после полёта миссии Gaia мы знаем, что радиус звезды должен быть 1,26 ± 0,04 {\displaystyle R_{\bigodot }}, то есть во время измерения 1983 года он был занижен почти на четверть.
Для того, чтобы планета, аналогичная нашей Земле, получала примерно столько же энергии, сколько она получает от Солнца, её надо было бы поместить на расстоянии 1,45 а. е., то есть почти на орбиту Марса, чья большая полуось орбиты равна 1,52 а. е.. Причём с такого расстояния Пси1 Дракона выглядела бы на 8 % меньше нашего Солнца, каким мы его видим с Земли — 0,46° (угловой диаметр нашего Солнца — 0,5°).
Звезда имеет поверхностную гравитацию 4,20 СГС или 158,5 м/с2, то есть в 1,7 раз меньше, чем на Солнце (274,0 м/с2), что, по видимому, может объяснятся довольно большим радиусом звезды при не очень большой массе.
Звезда не очень молодая: текущий возраст звезды определён как 3,3 ± 1,0 млрд. лет. Однако известно, что звёзды Пси1 Дракона родились одновременно, также известно, что звёзды с массой 1,38 {\displaystyle M_{\bigodot }} живут на главной последовательности порядка 4,0 млрд. лет, а поскольку Пси1 Aa Дракона сейчас отказывается от термоядерного синтеза в своём ядре, то значит последняя цифра и будет возрастом системы Пси1 Дракона. Предполагая, что эволюция жизни на углеродной основе, носит универсальный характер и полагая, что в космосе действуют те же законы, что и на Земле, можно сказать, что на планете аналогичной Земле рядом с Пси1 B Дракона эволюция находится на стадии протерозоя, а более конкретно на стадии эдиакария: в это время уже появилась эдиакарская биота, основу тамошних биоценозов составляют цианобактериальные маты и содержание кислорода в атмосфере постепенно повышается в результате деятельности древних живых организмов.
Вскоре (~100 млн. лет) Пси1 Aa Дракона станет красным гигантом, причём во время этого расширения она, наверняка, поглотит Пси1 Ab Дракона, а затем, сбросив внешние оболочки, станет белым карликом. Также известно, что звёзды с массой 1,19 {\displaystyle M_{\bigodot }} живут на главной последовательности порядка 6,1 млрд. лет, а это значит, что через 2,1 млрд. лет Пси1 B Дракона повторит судьбу своего сегодняшнего спутника.

## Планетная система
В 2015 было объявлено об открытии планеты HD 162004 b в системе. Пси1 Дракона B — экзопланета очень похожая на Юпитер, вращающаяся вокруг Пси1 Дракона B, вторичного компонента звёздной системы. Планета была открыта, по периодическим доплеровским сдвигам в спектре звезды американскими астрономами из обсерватории Макдональд. Её минимальная масса превосходит по массе Юпитер приблизительно в 1,53 раза. Планета вращается на расстоянии 4,43 а. е. от родительской звезды по сильно вытянутой эллиптической орбите. Полный оборот она совершает за 8,5 лет. Равновесная температура планеты — не менее 165 К.

## История изучения кратности звезды
В 1832 году, основываясь на сиарых записях от 1800 года, было открыто, что Пси1 Дракона, по-видимому, как минимум оптически-двойная звезда, то есть был открыт компонент AB, а затем позже, когда В. Я. Струве, стал составлять собственные каталоги звёзд, звёзды вошли в его каталоги как двойная звезда, в затем в XX веке звёзды вошли во все каталоги как STF2241. Затем в 1857 году В. Я. Струве открыл компонент AC, а потом в 1905 году был открыт компонент AD. Поскольку никто не знал входят ли компоненты C и D в систему Пси1 Дракона и поскольку они обладали похожим движением, то было логично предположить, что эти два компонента двойная звезда. Затем в 1999 году английский астроном Пинфельд Д. (англ. Pinfield D.J.) и др. открыли компонент AE, который оказался коричневым карликом. Согласно Вашингтонскому каталогу визуально-двойных звёзд, параметры этих компонентов приведены в таблице:
| Компонент | Год  | Количество измерений | Позиционный угол | Угловое расстояние | Видимая звёздная величина компонента I | Видимая звёздная величина компонента II |
| AB        | 1800 | 180                  | 14°              | 32.0″              | 4.60m                                  | 5.59m                                   |
| AB        | 1832 | 180                  | 15°              | 30.3″              | 4.60m                                  | 5.59m                                   |
| AB        | 2018 | 180                  | 17°              | 30.1″              | 4.60m                                  | 5.59m                                   |
| AС        | 1857 | 14                   | 128°             | 101.5″             | 4.60m                                  | 11.05m                                  |
| AС        | 1923 | 14                   | 120°             | 89.7″              | 4.60m                                  | 11.05m                                  |
| AС        | 2004 | 14                   | 107°             | 78.1″              | 4.60m                                  | 11.05m                                  |
| AD        | 1905 | 3                    | 84°              | 100.5″             | 4.60m                                  | 12.98m                                  |
| AD        | 2004 | 3                    | 66°              | 105.9″             | 4.60m                                  | 12.98m                                  |
| AE        | 1999 | 1                    | 144°             | 69.0″              | 4.60m                                  | 14.18m                                  |
| CD        | 1908 | 8                    | 19°              | 67.6″              | 11.05m                                 | 12.98m                                  |
| CD        | 2015 | 8                    | 19°              | 69.4″              | 11.05m                                 | 12.98m                                  |

Обобщая все сведения о звезде, можно сказать, что:
- звезда Пси1 Дракона состоит из 2 компонент A и B, одна звезда 5-й величины, вторая 6-й величины, находящийся на угловом расстоянии, 30,1 секунд дуги, а подобная дистанция предполагает большую полуось орбиты между компаньонами, по крайней мере, 31 000 а.е. (0,49 св.г.) и период обращения, по крайней мере, 3 817 000 лет[13]. Однако, разность их лучевых скоростей очень велика и составляет ~2 км/с. Когда-то они, возможно, родились в одном молекулярном облаке, но сейчас их пути расходятся по спирали и даже если между ними существует какая-то гравитационная связь, то в настоящее время она теряется и вероятно (через сотен миллионов лет) она исчезнет совсем;
- также у звезды есть ещё 2 компонента: C и D, одна звезда 11-й величины, вторая 13-й величины, находящийся на угловом расстоянии, 69,4 секунд дуги друг от друга. В настоящее время известно, что компонент C имеет каталожный номер UCAC3 325-54104[40], а компонент D имеет каталожный номер UCAC3 325-54107[41]. У обоих звёзд известен параллакс и судя оп ним звёзды находятся на расстояниях 831 св.г. и 3888 св.г., соответственно, обе звезды не только не входят в систему Пси1 Дракона, но и даже не являются двойной звездой;
- компонент E, звезда 14-й величины, находящийся на угловом расстоянии, 69,0 секунд дуги, скорее всего, действительно, является коричневым карликом и, скорее всего, он действительно входит в систему Пси1 A Дракона, но, к сожалению, информации очень мало (единственное измерения 1999 года недостаточно, чтобы можно было сказать, что-то определённое).

## Ближайшее окружение звезды
Следующие звёздные системы находятся на расстоянии в пределах 20 световых лет от звезды Пси1 Дракона (включены только: самая близкая звезда, самые яркие (<6,5m) и примечательные звёзды). Их спектральные классы приведены на фоне цвета этих классов (эти цвета взяты из названий спектральных типов и не соответствуют наблюдаемым цветам звёзд):
| Звезда        | Спектральный класс | Расстояние, св. лет |
| Глизе 690     | M0 V               | 6.22                |
| Омега Дракона | F5 V               | 6.42                |
| 36 Дракона    | F5 V+M3            | 11.73               |
| 59 Дракона    | A7V                | 19.93               |

Рядом со звездой, на расстоянии 20 световых лет, есть ещё порядка 10 красных, оранжевых карликов и жёлтых карликов спектрального класса G, K и M, которые в список не попали.